# José Meolans
Pour les articles homonymes, voir Meolans.
José Martin  Meolans, né le 12 juin 1978 à Cordoba, est un nageur argentin.

## Palmarès
- Championnats du monde de natation en petit bassin
  - Championnats du monde 1999 à Hong Kong
    -  Médaille d'argent du 50 mètres nage libre

  - Championnats du monde 2002
    -  Médaille d'or du 50 mètres nage libre
    -  Médaille d'argent du 100 mètres nage libre

  - Championnats du monde 2006
    -  Médaille de bronze du 100 mètres nage libre

- Jeux panaméricains
  - Natation aux Jeux panaméricains de 1999
    -  Médaille d'argent du 50 mètres nage libre
    -  Médaille d'argent du 100 mètres nage libre

  - Natation aux Jeux panaméricains de 2003
    -  Médaille d'or du 100 mètres nage libre
    -  Médaille d'argent du 50 mètres nage libre
    -  Médaille d'argent du 100 mètres papillon